# Univerzita Nového Jižního Walesu
Univerzita Nového Jižního Walesu (anglicky: University of New South Wales) je veřejná výzkumná univerzita sídlící v australském městě Sydney, metropoli státu Nový Jižní Wales, podle nějž je univerzita pojmenována. Byla založena v roce 1949, přesto si dokázala za krátkou dobu své existence vybudovat mimořádnou prestiž - podle QS World University Rankings 2025 jde o 19. nejkvalitnější vysokou školu na světě a 3. nejkvalitnější v Austrálii. Univerzita se skládá ze sedmi fakult. Hlavní kampus se nachází na předměstí Kensington, 7 kilometrů od centrální obchodní čtvrti Sydney. Druhý největší kampus univerzity se nachází v hlavním městě Canberra, sídlí zde Vojenská akademie australských obranných sil a jde o jedinou národní akademickou institucí se zaměřením na obranu. Menší kampusy se nacházejí na dalších sydneyských předměstích včetně Randwicku a Coogee. Výzkumné ústavy jsou rozmístěny po celém státě Nový Jižní Wales. V roce 2023 na univerzitě studovalo přes 70 tisíc studentů.